# Andy Nelson
Pour les articles homonymes, voir Nelson.
Andrew James "Andy" Nelson est un ingénieur du son britannique né en 1953 à Londres (Angleterre).

## Filmographie (sélection)
- 1984 : Les Jours et les nuits de China Blue (Crimes of Passion) de Ken Russell
- 1987 : Full Metal Jacket de Stanley Kubrick
- 1988 : Gorilles dans la brume (Gorillas in the Mist: The Story of Dian Fossey) de Michael Apted
- 1988 : Faux-semblants (Dead Ringers) de David Cronenberg
- 1990 : Le Bûcher des vanités (The Bonfire of the Vanities) de Brian De Palma
- 1991 : Hook ou la Revanche du capitaine Crochet (Hook) de Steven Spielberg
- 1991 : Les Commitments (The Commitments) d'Alan Parker
- 1992 : Wayne's World de Penelope Spheeris
- 1993 : La Liste de Schindler (Schindler's List) de Steven Spielberg
- 1993 : Proposition indécente (Indecent Proposal) d'Adrian Lyne
- 1995 : Heat de Michael Mann
- 1995 : Braveheart de Mel Gibson
- 1996 : Evita d'Alan Parker
- 1997 : Amistad de Steven Spielberg
- 1997 : Volte-face (Face/Off) de John Woo
- 1997 : L.A. Confidential de Curtis Hanson
- 1998 : La Ligne rouge (The Thin Red Line) de Terrence Malick
- 1998 : Le Prince d'Égypte (The Prince of Egypt) de Brenda Chapman, Steve Hickner et Simon Wells
- 1998 : Il faut sauver le soldat Ryan (Saving Private Ryan) de Steven Spielberg
- 1998 : The X-Files, le film (The X-Files: Fight the Future) de Rob S. Bowman
- 1999 : Anna et le Roi (Anna and the King) d'Andy Tennant
- 1999 : Révélations (The Insider) de Michael Mann
- 2000 : Un amour infini (Bounce) de Don Roos
- 2000 : X-Men de Bryan Singer
- 2000 : Mission impossible 2 (Mission: Impossible 2) de John Woo
- 2001 : Ali de Michael Mann
- 2001 : La Planète des singes (Planet of the Apes) de Tim Burton
- 2001 : A.I. Intelligence artificielle (Artificial Intelligence: A.I.) de Steven Spielberg
- 2001 : Moulin Rouge de Baz Luhrmann
- 2001 : Shrek d'Andrew Adamson et Vicky Jenson
- 2002 : Arrête-moi si tu peux (Catch Me If You Can) de Steven Spielberg
- 2002 : Minority Report de Steven Spielberg
- 2003 : Le Dernier Samouraï (The Last Samurai) d'Edward Zwick
- 2003 : Pur Sang, la légende de Seabiscuit (Seabiscuit) de Gary Ross
- 2004 : Le Fantôme de l'Opéra (The Phantom of the Opera) de Joel Schumacher
- 2004 : Le Terminal (The Terminal) de Steven Spielberg
- 2004 : Shrek 2 d'Andrew Adamson, Kelly Asbury et Conrad Vernon
- 2005 : Munich de Steven Spielberg
- 2005 : La Guerre des mondes (War of the Worlds) de Steven Spielberg
- 2005 : Madagascar d'Eric Darnell et Tom McGrath
- 2005 : Star Wars, épisode III : La Revanche des Sith (Star Wars: Episode III – Revenge of the Sith) de George Lucas
- 2006 : Blood Diamond d'Edward Zwick
- 2006 : Miami Vice : Deux flics à Miami (Miami Vice) de Michael Mann
- 2006 : Mission impossible 3 (Mission: Impossible III) de J. J. Abrams
- 2007 : Die Hard 4 : Retour en enfer (Live Free or Die Hard) de Len Wiseman
- 2007 : Shrek le troisième (Shrek the Third) de Chris Miller et Raman Hui
- 2008 : Madagascar 2 (Madagascar: Escape 2 Africa) d'Eric Darnell et Tom McGrath
- 2008 : Indiana Jones et le Royaume du crâne de cristal (Indiana Jones and the Kingdom of the Crystal Skull) de Steven Spielberg
- 2008 : Kung Fu Panda de Mark Osborne et John Stevenson
- 2009 : Avatar de James Cameron
- 2009 : Star Trek de J. J. Abrams
- 2010 : Shrek 4 : Il était une fin (Shrek Forever After) de Mike Mitchell
- 2011 : Mission impossible : Protocole Fantôme (Mission: Impossible – Ghost Protocol) de Brad Bird
- 2011 : Cheval de guerre (War Horse) de Steven Spielberg
- 2011 : Le Chat potté (Puss in Boots) de Chris Miller
- 2011 : Les Aventures de Tintin : Le Secret de La Licorne (The Adventures of Tintin : The Secret of the Unicorn) de Steven Spielberg
- 2012 : Les Misérables de Tom Hooper
- 2012 : Lincoln de Steven Spielberg
- 2012 : Blanche-Neige et le Chasseur (Snow White & the Huntsman) de Rupert Sanders
- 2013 : Star Trek Into Darkness de J. J. Abrams
- 2014 : La Nuit au musée : Le Secret des Pharaons (Night at the Museum: Secret of the Tomb) de Shawn Levy
- 2014 : Paddington de Paul King
- 2014 : La Planète des singes : L'Affrontement (Dawn of the Planet of the Apes) de Matt Reeves
- 2015 : Star Wars, épisode VII : Le Réveil de la Force (Star Wars Episode VII: The Force Awakens) de J. J. Abrams
- 2015 : Le Pont des espions (Bridge of Spies) de Steven Spielberg
- 2015 : Spy de Paul Feig
- 2016 : Le Bon Gros Géant (The BFG) de Steven Spielberg

## Distinctions
- 2014 : Cinema Audio Society Award pour l'ensemble de sa carrière

### Récompenses
- Oscar du meilleur mixage de son :
  - en 1999 pour Il faut sauver le soldat Ryan
  - en 2013 pour Les Misérables

- British Academy Film Award du meilleur son :
  - en 1996 pour Braveheart
  - en 1998 pour L.A. Confidential
  - en 1999 pour Il faut sauver le soldat Ryan
  - en 2002 pour Moulin Rouge
  - en 2013 pour Les Misérables

### Nominations

#### Oscar du meilleur mixage de son
- en 1989 pour Gorilles dans la brume
- en 1994 pour La Liste de Schindler
- en 1996 pour Braveheart
- en 1997 pour Evita
- en 1998 pour L.A. Confidential
- en 1999 pour La Ligne rouge
- en 2000 pour Révélations
- en 2002 pour Moulin Rouge
- en 2004 pour Le Dernier Samouraï
- en 2004 pour Pur Sang, la légende de Seabiscuit
- en 2006 pour La Guerre des mondes
- en 2007 pour Blood Diamond
- en 2010 pour Avatar
- en 2010 pour Star Trek
- en 2012 pour Cheval de guerre
- en 2013 pour Lincoln
- en 2016 pour Le Pont des espions
- en 2016 pour Star Wars, épisode VII : Le Réveil de la Force

#### British Academy Film Award du meilleur son
- en 1988 pour Full Metal Jacket
- en 1992 pour Les Commitments
- en 1994 pour La Liste de Schindler
- en 1997 pour Evita
- en 2002 pour Shrek
- en 2010 pour Avatar
- en 2010 pour Star Trek
- en 2012 pour Cheval de guerre